# Bufo damaranus
Poyntonophrynus damaranus là một loài cóc thuộc họ Bufonidae.
Đây là loài đặc hữu của Namibia.
Môi trường sống tự nhiên của chúng là xavan khô, vùng cây bụi khô khu vực nhiệt đới hoặc cận nhiệt đới, đồng cỏ khô nhiệt đới hoặc cận nhiệt đới vùng đất thấp, sông có nước theo mùa, và đầm nước ngọt có nước theo mùa.